# Kirin Cup 1986
De Kirin Cup 1986 was de 9e editie van de Kirin Cup. Het toernooi werd gehouden van 11 tot en met 18 mei 1986, het werd gespeeld in Japan. De winnaar van dit toernooi was Duitse Werder Bremen, zij wonnen dit toernooi voor 2e keer.

## Eindstand
| Pos | Land                | Wed | Win | Gel | Ver | DV | DT | +/− | Pnt |
| --- | ------------------- | --- | --- | --- | --- | -- | -- | --- | --- |
| 1   | SE Palmeiras        | 3   | 3   | 0   | 0   | 10 | 3  | +7  | 6   |
| 2   | Werder Bremen       | 3   | 1   | 1   | 1   | 3  | 5  | –2  | 3   |
| 3   | Japan               | 3   | 1   | 0   | 2   | 3  | 5  | –2  | 2   |
| 3   | Algerije (B-elftal) | 3   | 0   | 1   | 2   | 4  | 7  | –3  | 1   |

## Wedstrijden
|             |                    |       |                     |           |
| 11 mei 1986 | Japan              | 2 – 1 | Algerije (B-elftal) | Matsuyama |
| 11 mei 1986 | Koichi Hashiratani |       | Kamel Djahmoune     | Matsuyama |

|             |                                     |       |               |         |
| 11 mei 1986 | SE Palmeiras                        | 4 – 0 | Werder Bremen | Fukuoka |
| 11 mei 1986 | Mirandinha 20' 21' 25' 56' Jorginho |       |               | Fukuoka |

|             |       |                                            |               |       |
| 14 mei 1986 | Japan | 0 – 2                                      | Werder Bremen | Tokyo |
| 14 mei 1986 |       | Manfred Burgsmüller 10' Frank Neubarth 27' |               | Tokyo |

|             |                                 |       |                         |          |
| 14 mei 1986 | SE Palmeiras                    | 4 – 2 | Algerije (B-elftal)     | Shizuoka |
| 14 mei 1986 | Mirandinha , Mendonça , Barbosa |       | Kamel Djahmoune, Sabbah | Shizuoka |

|             |                   |       |                                 |       |
| 16 mei 1986 | Japan             | 1 – 1 | SE Palmeiras                    | Kyoto |
| 16 mei 1986 | Kazumi Kimura 51' |       | 34' Denys 71' (pen.) Mirandinha | Kyoto |

|             |                  |       |                     |        |
| 16 mei 1986 | Werder Bremen    | 1 – 1 | Algerije (B-elftal) | Nagoya |
| 16 mei 1986 | Norbert Meier 8' |       | 16' Kamel Djahmoune | Nagoya |

## Finale
|             |                                                                 |       |                                     |       |
| 18 mei 1986 | Werder Bremen                                                   | 4 – 2 | SE Palmeiras                        | Tokio |
| 18 mei 1986 | Frank Neubarth 56' Benno Möhlmann 91' Frank Ordenewitz 99' 101' |       | Jorginho 26' Mirandinha 106' (pen.) | Tokio |

| Winnaar Kirin Cup 1986 |
| ---------------------- |
|                        |
| Werder Bremen 2e titel |